# Peter Anton von Wolkenstein-Trostburg

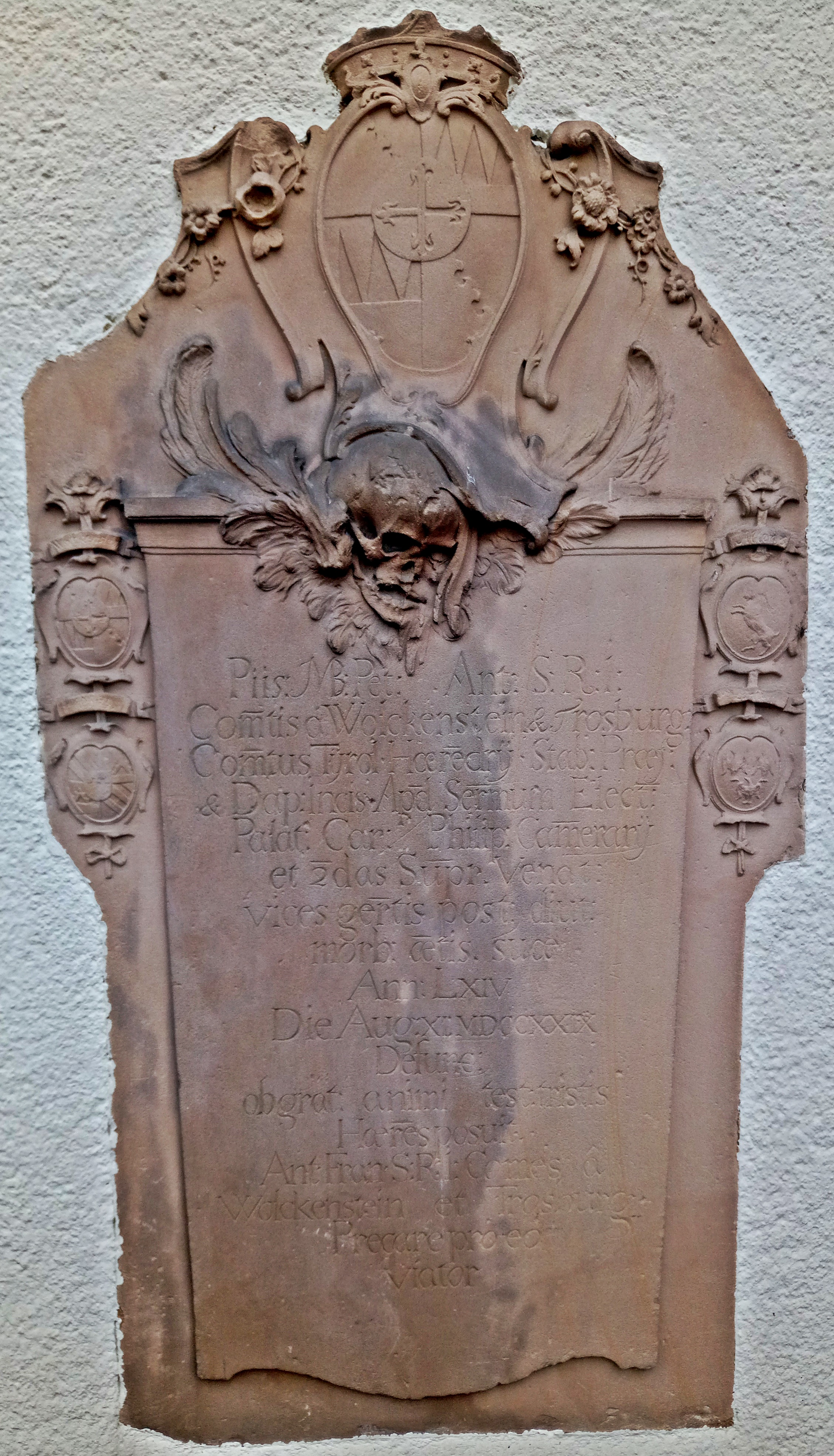
Epitaph in Schwetzingen

Peter Anton von Wolkenstein-Trostburg (* um 1665 in Trient; † 11. August 1729 in Schwetzingen) war ein Reichsgraf und kurpfälzischer Kammerherr.

## Leben und Wirken
Er entstammte dem Tiroler Adelsgeschlecht Wolkenstein-Trostburg und war der Sohn von Graf Gaudenz Fortunat von Wolkenstein-Trostburg sowie dessen Gattin Margarethe von Altemps. Großmutter väterlicherseits war Ursula von Madrutz,  mütterlicherseits Isabella von Lante.
Peter Anton von Wolkenstein-Trostburg war der Bruder des Trienter Fürstbischofs Anton Dominikus von Wolkenstein-Trostburg (1662–1730); dessen Nachfolger Dominikus Anton von Thun (1686–1758) sein Neffe (Sohn seiner Schwester Johanna).
Graf von Wolkenstein-Trostburg fungierte unter Kurfürst Karl III. Philipp – früher kaiserlicher Statthalter in seiner Heimat Tirol – als Kammerherr am kurpfälzischen Hof und starb im August 1729 in Schwetzingen. Im dortigen Schloss hielt sich der Hof meist in den Sommermonaten auf.

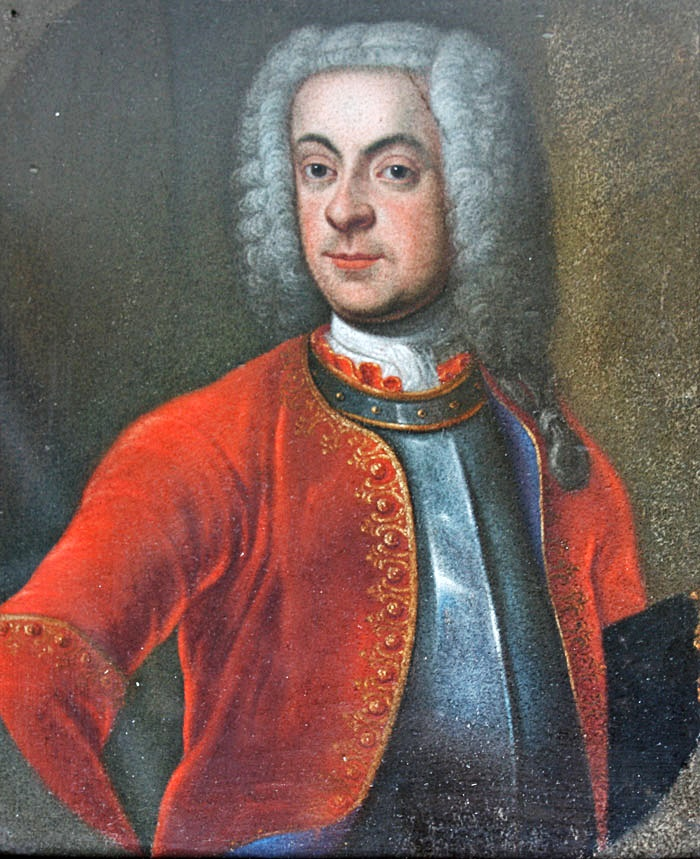
Graf Anton Franz von Wolkenstein-Trostburg, Neffe des Verstorbenen, Stifter des Wolkenstein-Epitaphs in Schwetzingen

Der Kammerherr wurde bei der benachbarten Pfarrkirche St. Pankratius beigesetzt und erhielt ein Sandstein-Epitaph, das dem Bildhauer Paul Egell zugeschrieben wird. Es zeigt auch die Ahnenwappen des Verstorbenen, wodurch sich seine Abstammung nachvollziehen lässt; links die Wappen Wolkenstein und Madrutz, rechts Altemps und Lante. Als Lebensalter sind 64 Jahre angegeben. Heute ist der Grabstein in die Außenmauer der Kirchensakristei eingelassen.

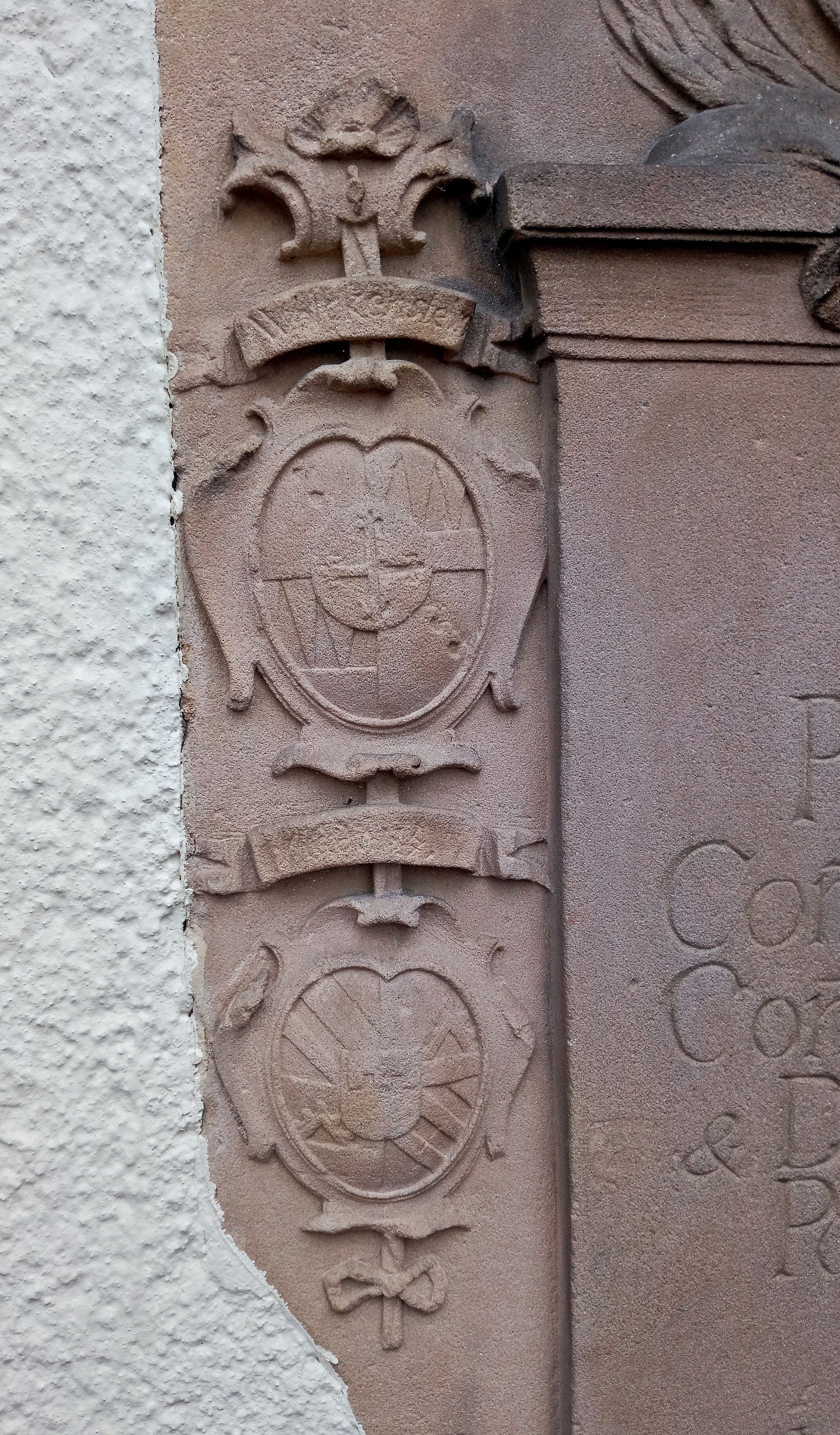
Ahnenwappen Wolkenstein und Madrutz, links am Epitaph
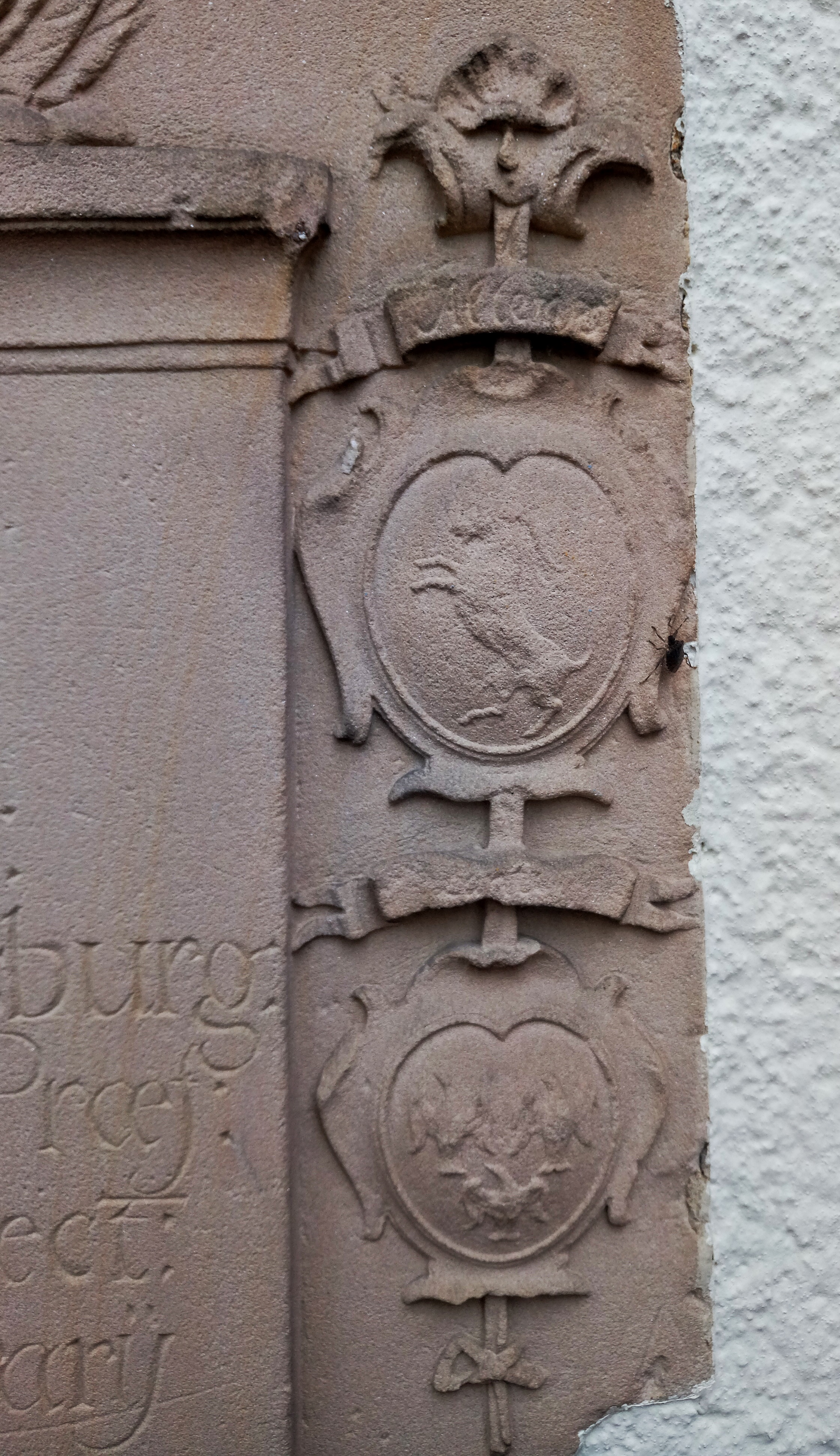
Ahnenwappen Altemps und Lante, rechts am Epitaph
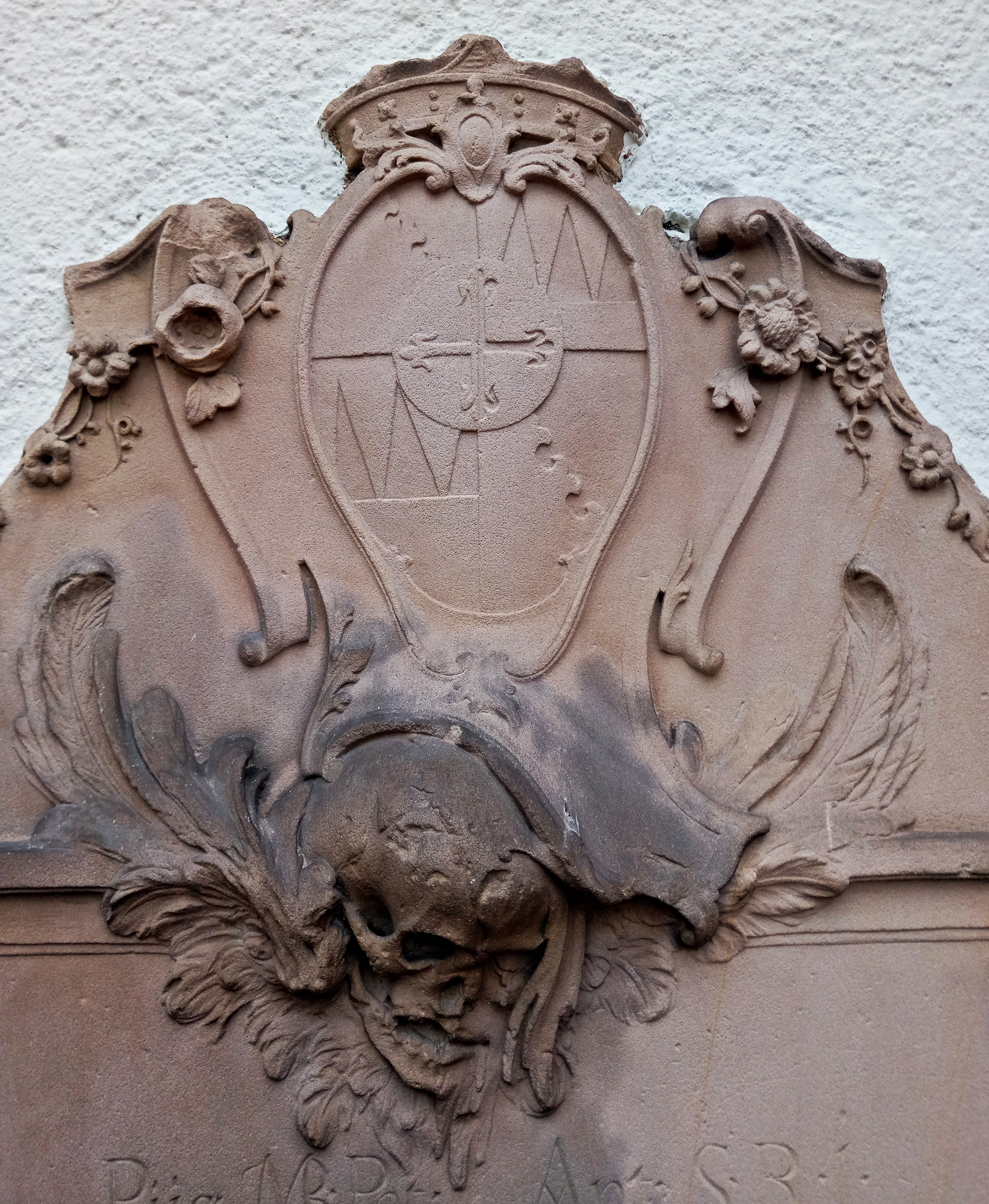
Nahaufnahme Hauptwappen des Verstorbenen
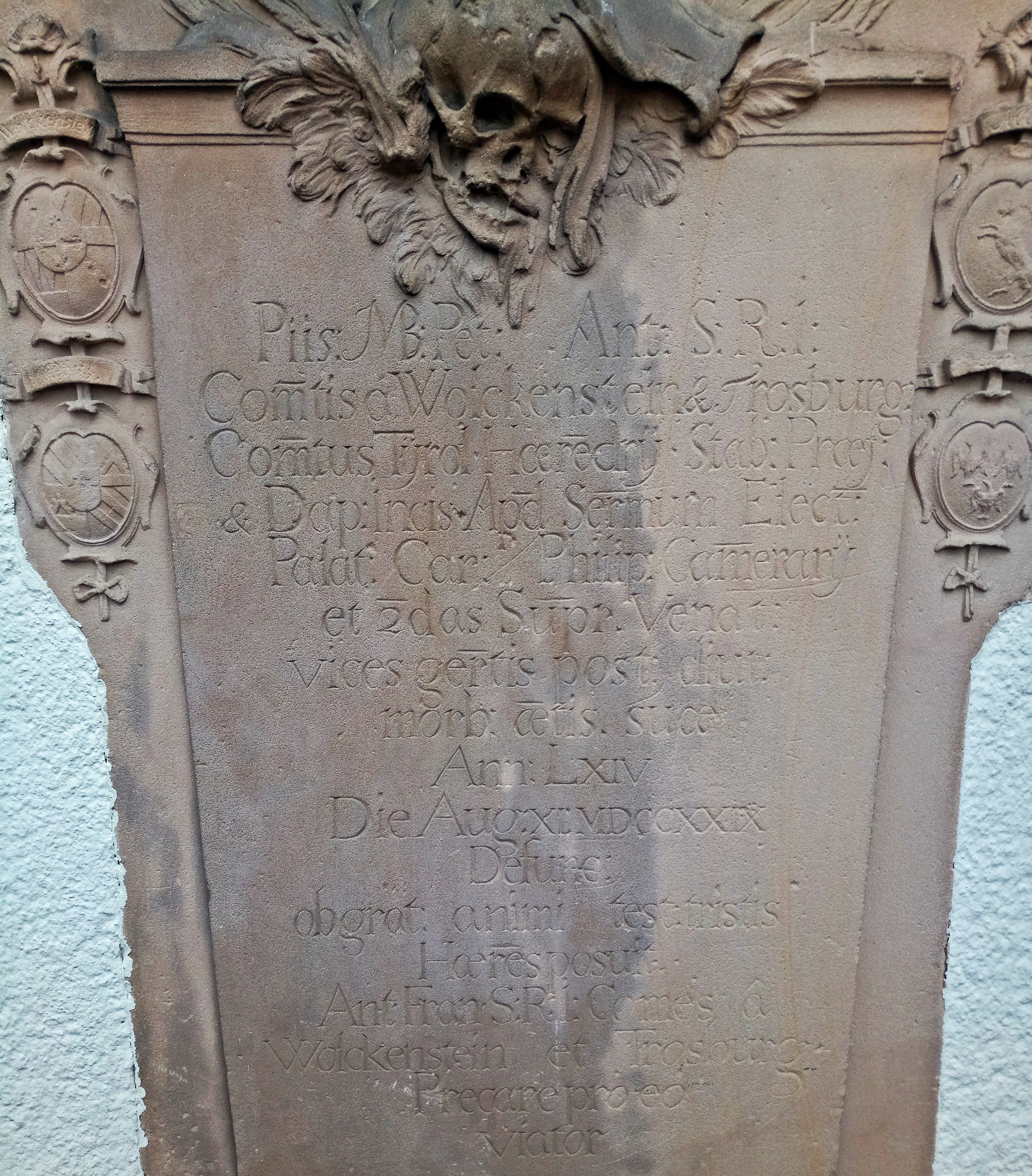
Nahaufnahme Epitaphinschrift

Laut Inschrift ließ ihn sein Erbe und Neffe Anton Franz von Wolkenstein-Trostburg (1698–1750) fertigen. Er war der Sohn des Bruders Kaspar von Wolkenstein-Trostburg (1663–1729), der die weltliche Regierung des Fürstbistums Trient leitete.